# جوليس كرول
جوليس كرول (بالإنجليزية: Jules B. Kroll)‏ هو رائد أعمال أمريكي، ولد في 18 مايو 1941 في Bayside, Queens ‏ في الولايات المتحدة.

## وصلات خارجية
- جوليس كرول على موقع إن إن دي بي (الإنجليزية)